# Kany García
Encarnita García de Jesus,conhecida como Kanny García (Toa Baja, 25 de setembro de 1981) é uma cantora, compositora e filantropista de Porto Rico. Ela tem contrato assinado com a gravadora Sony BMG. Ela ganhou dois Grammy Latino, dois Billboard Latin Pop Airplay Top 10, seis Top 30 e quatro Top 50 no Billboard Hot Latin Tracks.
Ela ganhou fama em 2007 com o álbum de estreia "Cualquier Día", que teve como maior música Hoy Ya Me Voy. Depois, as mais tocadas dela foram "¿Qué Nos Pasó?","Amigo en el baño","Esta Soledad" e "Estigma de Amor". Foi indicada para o Grammy Latino de 2008 para Melhor Álbum Feminino de Pop com "Cualquier Día" e Melhor Artista Revelação.